# Хронологија Народноослободилачке борбе април 1943.
Хронолошки преглед важнијих догађаја везаних за Народноослободилачку борбу народа Југославије, који су се десили током априла месеца 1943. године:
| ← март | ← март | ← март | ← март | ← март | ← март | ← март | ← март | Хронологија Народноослободилачке борбе у 1943. | Хронологија Народноослободилачке борбе у 1943. | Хронологија Народноослободилачке борбе у 1943. | Хронологија Народноослободилачке борбе у 1943. | Хронологија Народноослободилачке борбе у 1943. | Хронологија Народноослободилачке борбе у 1943. | Хронологија Народноослободилачке борбе у 1943. | Хронологија Народноослободилачке борбе у 1943. | Хронологија Народноослободилачке борбе у 1943. | Хронологија Народноослободилачке борбе у 1943. | Хронологија Народноослободилачке борбе у 1943. | Хронологија Народноослободилачке борбе у 1943. | Хронологија Народноослободилачке борбе у 1943. | Хронологија Народноослободилачке борбе у 1943. | Хронологија Народноослободилачке борбе у 1943. | мај → | мај → | мај → | мај → | мај → | мај → | мај → |
| 1      | 2      | 3      | 4      | 5      | 6      | 7      | 8      | 9                                              | 10                                             | 11                                             | 12                                             | 13                                             | 14                                             | 15                                             | 16                                             | 17                                             | 18                                             | 19                                             | 20                                             | 21                                             | 22                                             | 23                                             | 24    | 25    | 26    | 27    | 28    | 29    | 30    |

### 12. април
- У близини селу Говза, код Фоче, након састанка са командантом Прве далматинске дивизије Вицком Крстуловићем, Врховни командант НОВ и ПОЈ Јосип Броз Тито, услед претрпљених великих губитака донео одлуку о расформирању Прве далматинске дивизије и реорганизацији њених јединица. Тада су услед малог броја преосталих бораца расформиране Четврта и Пета далматинска бригада, а главнина њиховог људства је попунила састав Треће далматинске бригаде, која тада имала пет батаљона са око 1.200 бораца, док је остатак бораца био упућен у Прву и Другу далматинску бригаду. Командни састав реорганизоване Треће далматинске бригаде су сачињавали — командант Војин Поповић, политички комесар Милија Станишић, начелник Штаба Станко Пармач, заменик команданта Бранко Дуде и заменик политичког комесара Анте Роје. Прва далматинска дивизија је обновљена 8. септембра 1943. године под новим називом као Девета далматинска дивизија[1]

### 17. април
- У селу Плана, код Билеће, делови Треће ударне дивизије напали три италијанска батаљона и две четничке бригаде, ојачане артиљеријом. Због велике надмоћи непријатеља и због високих губитака напад је после дводневних борби био обустављен. У борбама је погинуо командант Првог батаљона Пете пролетерске црногорске бригаде Ђорђије Премовић (1910—1943), народни херој.[2][3]

### 25. април
- У току ноћи 25/26. априла Други јужноморавски партизански одред напао бугарску полицијску станицу у Црној Трави, али ни после трочасовне борбе није успео да савлада посаду и заузме место. Приликом повлачења, у зору, одред је успео да одбаци мање бугарске снаге са висоравни Црквена плана, код села Стрезимироваца и запоседне њихов положај.[4]

### 26. април
- У близини села Стрезимировци, код Сурдулице, у непосредној близини југословенско-бугарске границе, бугарске јединице јачине једног пука, подржане ескадрилом авиона, извршиле су концентрисан напад на Други јужноморавски одред, али се Одред после краће борбе извукао вештим маневром. У овим борбама, погинуло је троје, а рањено је седморо партизанских бораца. Међу погинулима је био и командант Одреда Ратко Павловић Ћићко (1913—1943), бивши шпански добровољац. Након завршетка рата проглашен је за народног хероја.[5][6][7]